# Geomag

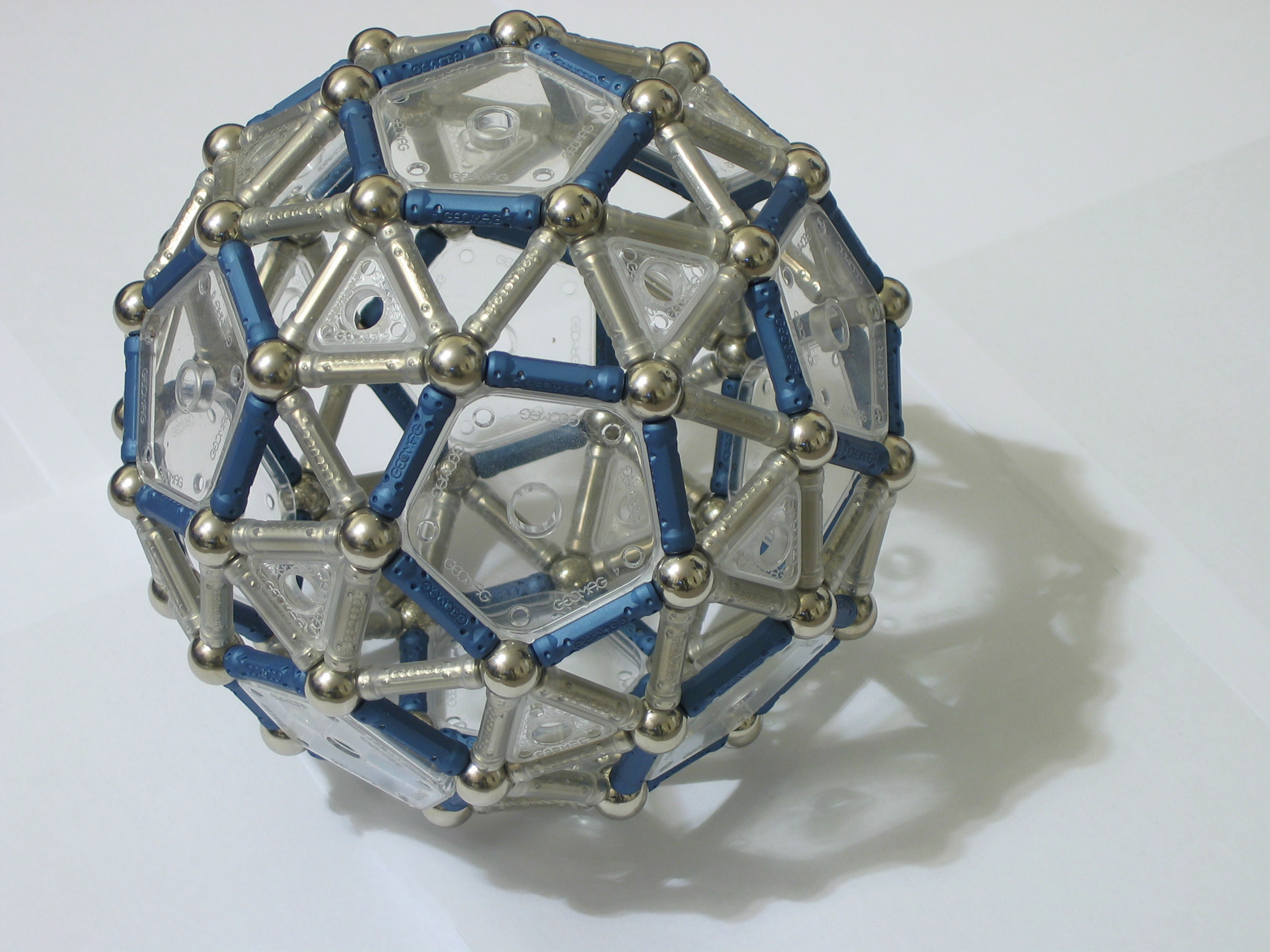
Geomag dodecaedro snub.

Geomag é um brinquedo inventado e produzido na Suíça desde 1998, que consiste num conjunto de esferas metálicas e de pequenas barras de metal revestidas por plástico com um magneto (íman) em cada uma das pontas.
Por força do campo magnético dos ímanes, as esferas aderem às pontas das barras, e as barras aderem entre si, permitindo criar figuras geométricas simples ou objectos mais complexos baseados nas mesmas, em duas ou três dimensões.
Através do jogo, que a marca apresenta como adequado entre os seis e os 99 anos, é possível experimentar na prática assuntos como o magnetismo,  as formas geométricas ou os sólidos básicos.